# Riatia fulgida
Riatia fulgida är en kackerlacksart som först beskrevs av Henri Saussure 1862.  Riatia fulgida ingår i släktet Riatia och familjen småkackerlackor. Inga underarter finns listade i Catalogue of Life.